# Сопротивление правого крыла
Сопротивление правого крыла (англ. Right Wing Resistance, RWR) — общество белых националистов во главе с Кайлом Чепменом, основанная в Крайстчерче. Общественность Новой Зеландии узнала про группу через «уличные патрули Крайстчерча». Чепмен, как сообщается, взял перерыв в своей деятельности в мае 2009 года.
Через два года группа более активной и получала больше внимания СМИ в Крайстчерче. Их листовки «Иммиграция или вторжение» вызвали дискуссии в обществе.
СПК поддерживает связи с НЗНФ и проводит с ним совместные акции и мероприятия. Однако Национальный фронт не поддержал проект Европейской земельной базы, что является одним из планов Чемпена и СПК.
После двух терактов в Крайстчерче 15 марта 2019 года, в которых ультраправый националист Брентон Таррант убил 51 человека и ранил 40, белые националистические и неонацистские группы в городе, включая RWR, прекратили активность из-за массовой негативной реакции.